# Mediorhodacarus tetranodulosus
Mediorhodacarus tetranodulosus är en spindeldjursart som beskrevs av V.P. Shcherbak 1976. Mediorhodacarus tetranodulosus ingår i släktet Mediorhodacarus och familjen Rhodacaridae. Inga underarter finns listade i Catalogue of Life.